# Sensació de perill
Sensació de perill o L'home que corre és una pintura de Kasimir Malevitx del 1930-1931. Aquest oli sobre tela representa un home corrent. Es conserva al Museu Nacional d'Art Modern, a París.